# Siegwart-Horst Günther

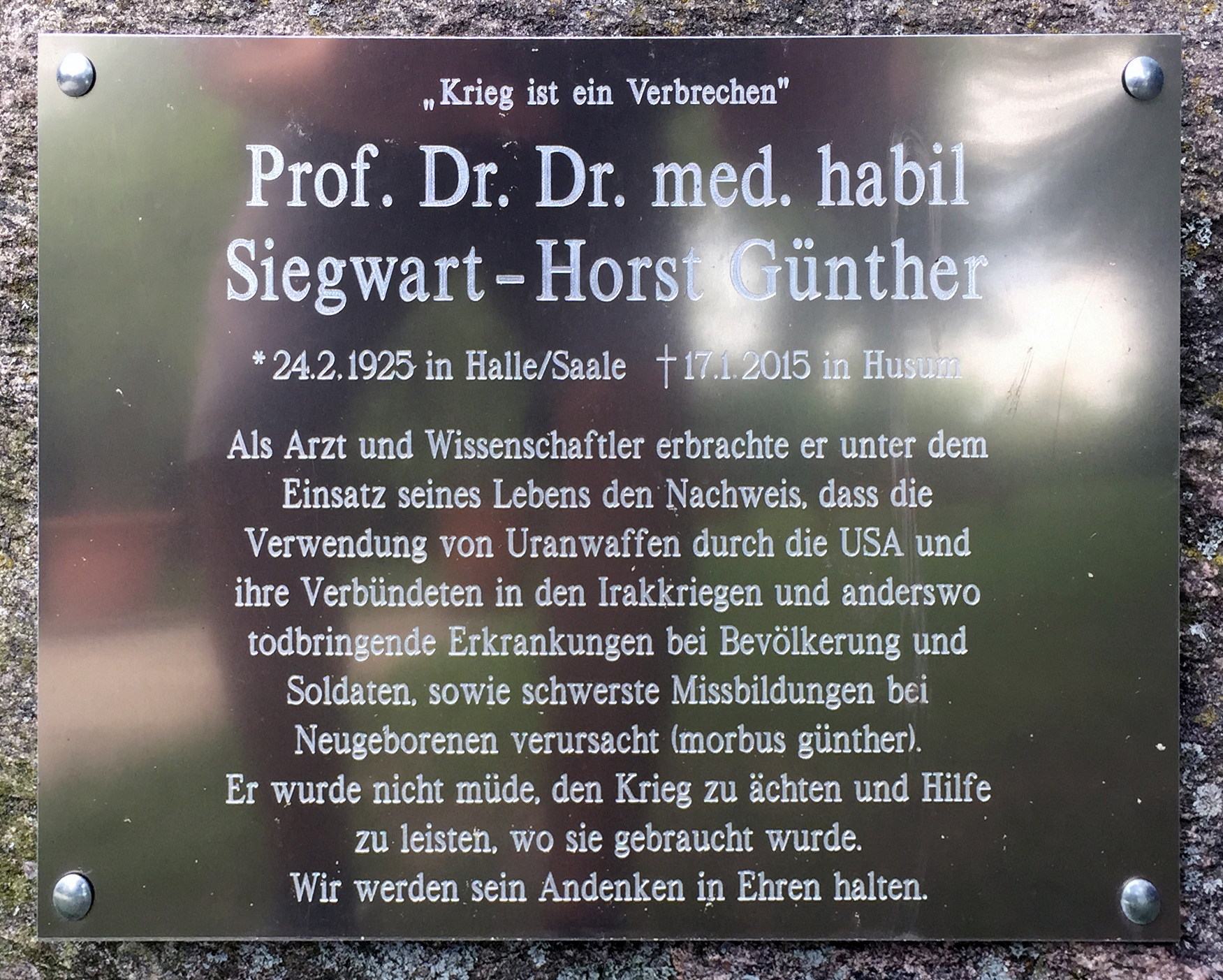
Gedenktafel, Am Heineberg 2, in Potsdam

Siegwart-Horst Günther (* 24. Februar 1925 in Halle a.d. Saale; † 16. Januar 2015 in Husum) war ein deutscher Widerstandskämpfer gegen den Nationalsozialismus, Tropenmediziner und Forscher zum Krankheitsbild durch Uranmunition.

## Leben
Siegwart-Horst Günther war in der NS-Zeit Mitglied in der Widerstandsgruppe um Claus Schenk Graf von Stauffenberg und Häftling im KZ Buchenwald.
Siegwart-Horst Günther war der wichtigste Verbindungsmann zwischen der Stauffenberg-Gruppe und der Widerstandsgruppe um General von Choltitz in Paris. Am Abend des 20. Juli 1944 befand er sich, nachdem er die Umstände des Attentats bis zum Vormittag an seine Vertrauten in Paris übermittelt hatte (den tatsächlichen Ausgang kannte er zu diesem Zeitpunkt noch nicht), im Raum Paris–Dormans, auf der Rückfahrt nach Berlin. Die Autofahrt führte über Nordfrankreich und Belgien. Während der Fahrt geriet er in zahlreiche Kontrollen durch SS-Verbände, die ihn aber passieren ließen. In Deutschland angekommen, wurde er verhaftet.
Er studierte von 1945 bis 1950 Humanmedizin in Jena, außerdem Philosophie und Ägyptologie. Es folgte eine tropenmedizinische Ausbildung in London und Liverpool.
Von 1963 bis 1965 arbeitete er in Lambaréné (Gabun) bei Albert Schweitzer, seinem Vorbild. Es folgten Tätigkeiten als Arzt in Ägypten, Syrien, Israel und Irak. Von 1990 bis 1995 lehrte und arbeitete er an der Universitätsklinik Bagdad im Irak, wo er habilitierte und Professor wurde.
Nach dem Ersten Golfkrieg fiel Günther als Arzt im Irak eine Häufung von Leukämie sowie Missbildungen bei Neugeborenen auf. Als er außerhalb von Basra Kinder mit Geschossen spielen sah, die als Puppen angemalt waren, und eines dieser Kinder wenig später an Leukämie erkrankte, begann er, die Kinder zu befragen. Die Kinder hatten mit Munition oder in Panzerwracks gespielt und außerdem hatten fast alle Väter von Kindern mit Missbildungen, die jenen nach der Tschernobyl-Katastrophe glichen, als Soldaten an den Panzerschlachten südlich von Basra teilgenommen.
Im Jahr 1995 sammelte er einige Stücke der von den USA im Irak verschossenen Uranmunition und ließ sie in einem Diplomatenkoffer nach Berlin bringen. Um einen Nachweis zu erbringen, dass es sich bei den Geschossen um DU-Munition handelt, ließ er es in drei anerkannten Laboren in Berlin (Hahn-Meitner-Institut, FU-Klinikum Berlin-Charlottenburg, Berliner Humboldt-Universität) untersuchen. Diese drei voneinander unabhängigen Labore bestätigten die radioaktive Gefährlichkeit dieser Geschosse. Als dies den Behörden bekannt wurde, wurde er verhaftet. Als Grund wurde ihm „unerlaubter Waffenbesitz und Verbreitung von radioaktivem Material“ genannt. Die Haftstrafe wurde später zu einer Geldstrafe von 3000 DM umgewandelt, deren Zahlung er verweigerte. Er musste daraufhin wieder ins Gefängnis und wurde nach einem Hungerstreik und der Stellung einer Kaution fünf Wochen später wieder aus der Haft entlassen.
Günther war Präsident des Gelben Kreuzes International und Vizepräsident der Albert Schweitzer World Academy of Medicine.

## Golfkriegssyndrom
Er gilt als der Entdecker und Erstbeschreiber von Erkrankungen, die der Anwendung von abgereichertem Uran in DU-Munition zugerechnet werden (manchmal fälschlich als Morbus Günther bezeichnet). Diese Erkrankungen traten ab Anfang der 1990er Jahre auf.
Günther untersuchte für eine Hilfsorganisation nach dem Zweiten Golfkrieg von 1991 bis 1995 Kinder im Irak, welche an einer bis dahin unbekannten Krankheit litten. Günther ging davon aus, dass es sich dabei um die Folgen des Kontaktes mit abgereichertem Uran handelte.

## Auszeichnungen
- 2000: Special Award 2000 for Peace and Humanity der International Association of Education for World Peace, gegründet vom ehemaligen UN-Generalsekretär Boutros Boutros-Ghali.
- ?: Friedensmedaille der Universität Nagasaki, Japan
- 2004: Dokumentarfilm Der Arzt und die verstrahlten Kinder von Basra[6]
- 2006: Preis für Zivilcourage der Solbach-Freise-Stiftung[7]
- 2007: Nuclear-Free Future Award, Kategorie Aufklärung

## Publikationen (Auswahl)
- Uran-Geschosse: Schwergeschädigte Soldaten, mißgebildete Neugeborene, sterbende Kinder. Ahriman, Freiburg (Breisgau) 2000, 2. erweiterte Auflage, ISBN 3-89484-805-7. (auch als Download-Version verfügbar)
- Mit Gerald Götting: Was heisst Ehrfurcht vor dem Leben? Begegnung mit Albert Schweitzer. Verlag Neues Leben, August 2005, ISBN 3-355-01709-4.
- Mit Burchard Brentjes und Rainer Rupp: Vor dem dritten Golfkrieg. Geschichte der Region und ihrer Konflikte. Ursachen und Folgen der Auseinandersetzungen am Golf. Edition Ost, Berlin 2002, ISBN 3-932180-34-8.
- Mit Burchard Brentjes: Die Kurden. Ein Abriss zur Geschichte und Erfahrungsberichte zur aktuellen humanitären Situation. Braumüller, Wien 2001, ISBN 3-7003-1351-9.

## Filme
- Frieder Wagner: Der Arzt und die verstrahlten Kinder in Basra, Deadly Dust, Filme über Günther und DU
- Haus Usedom: Hossam Wahbeh, Deutschland 2005, Bericht einer Reise zu Siegwart-Horst Günther